# Tønsberg

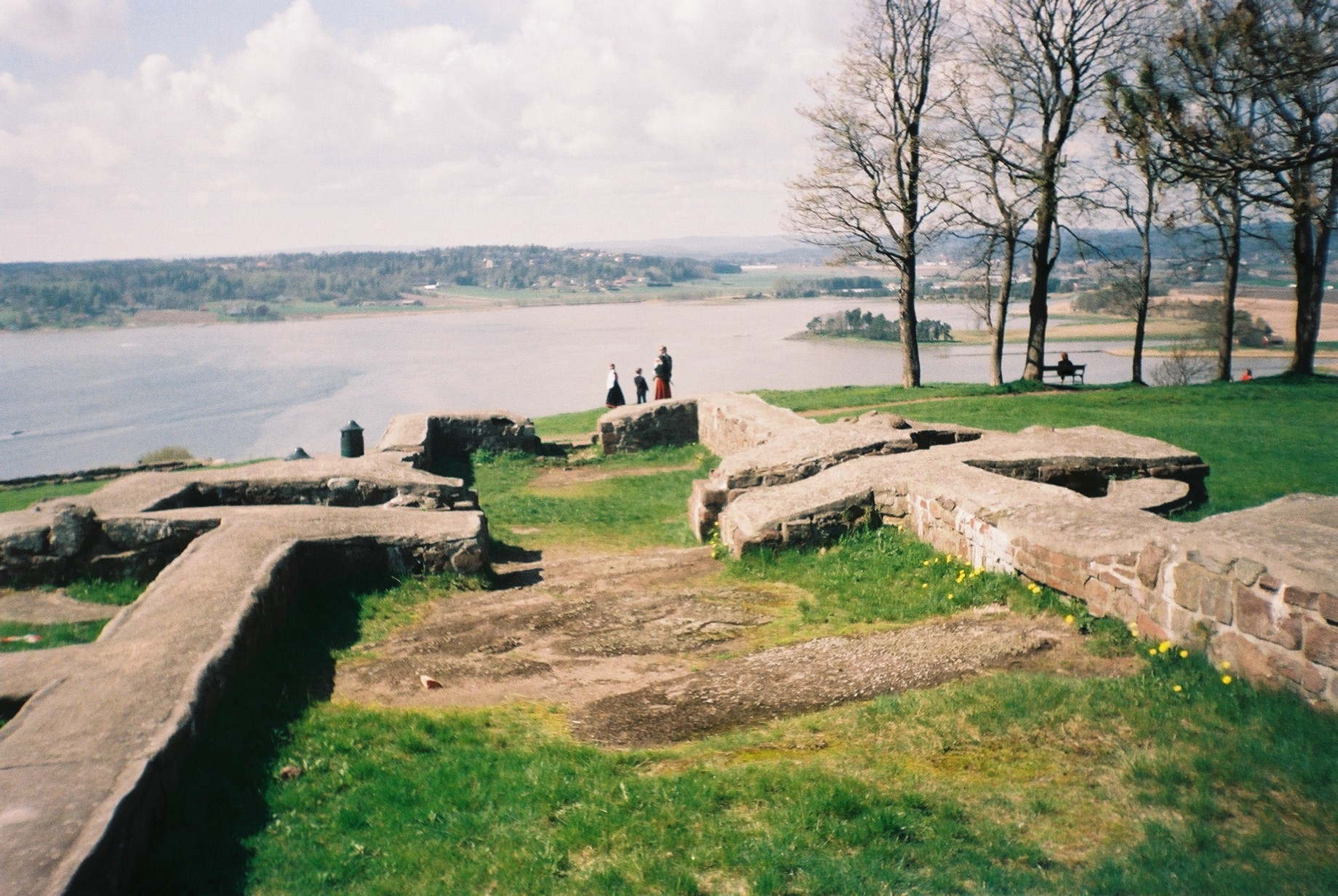
Ruiny kościoła w obrębie kompleksu Castrum Tunsbergis

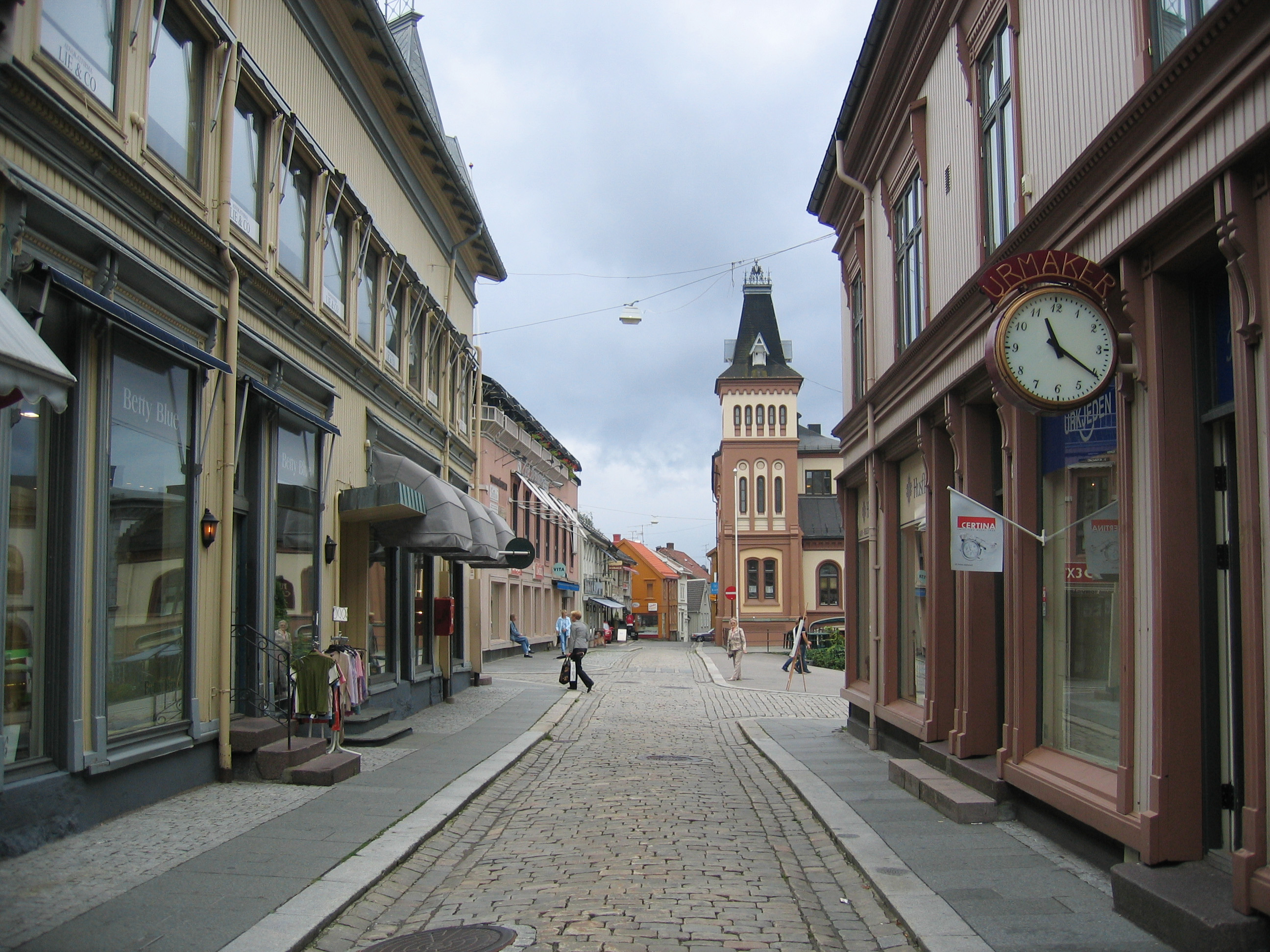
Tønsberg – stare miasto

Tønsberg – miasto i gmina w Norwegii, siedziba okręgu Vestfold, na zachodnich brzegach Oslofjorden. W mieście żyje około 35 tys. osób.

## Historia
Tønsberg jest jednym z najstarszych miast w Norwegii. Pierwsze wzmianki o jego istnieniu pochodzą jeszcze z sag wikingów o królu Haraldzie Pięknowłosym z końca IX wieku n.e. Oficjalnie za początek historii miasta uznaje się rok 871, ponieważ według wspomnianej sagi Tønsberg istniał jeszcze przed bitwą pod Hafrsfjordem w 872 roku.
Przez wiele wieków Tønsberg był siedzibą królów. Na wzgórzu ponad miastem istniał warowny zamek Castrum Tunsbergis, wzniesiony w XIII wieku przez króla Haakona IV Starego – swego czasu największa tego typu budowla w Norwegii. W 1503 roku twierdza została zdobyta i spalona przez Szwedów. Do naszych czasów zachowały się tylko fundamenty murów i zarys dawnych budowli wchodzących w skład kompleksu zamkowego: kościoła św. Michała z ok. 1109 roku, wielkiej sali króla Haakona IV oraz XIII-wiecznego kasztelu obronnego króla Magnusa Prawodawcy.
Między 1250 a 1530 rokiem Tønsberg należał do Związku Hanzeatyckiego i utrzymywał ożywione stosunki handlowe z wieloma miastami Europy. W XVII i XVIII stuleciu miastem władali Duńczycy i Anglicy. Był to okres intensywnego rozwoju szkutnictwa w Tønsbergu. W XIX wieku mieszkaniec miasta Svend Foyn opatentował pierwszy w Norwegii statek parowy przystosowany do polowań na wieloryby, dzięki czemu miasto stało się ważnym ośrodkiem wielorybnictwa.
Współcześnie Tønsberg jest przede wszystkim ośrodkiem handlowym, choć wciąż żywe są także tradycje morskie.

## Gmina Tønsberg
Gmina Tønsberg jest 382. norweską gminą pod względem powierzchni.

### Demografia
Według danych z roku 2005 gminę zamieszkuje 36 452 osób. Gęstość zaludnienia wynosi 343,37 os./km². Pod względem zaludnienia Tønsberg zajmuje 21. miejsce wśród norweskich gmin.
| ludność stan na 1 stycznia 2005 |         |           |        |
|                                 | kobiety | mężczyźni | razem  |
| osób                            | 17 676  | 18 776    | 36 452 |
| %                               | 48,49%  | 51,51%    | 100%   |

| wykształcenie stan na 1 października 2004 |        |         |        |        |
|                                           | podst. | średnie | wyższe | niezn. |
| osób                                      | 4921   | 16 093  | 7727   | 651    |
| %                                         | 16,74% | 54,75%  | 26,29% | 2,21%  |

### Edukacja
Według danych z 1 października 2004:
- liczba szkół podstawowych (norw. grunnskolar): 20
- liczba uczniów szkół podst.: 4708

### Władze gminy
Według danych na rok 2011 administratorem gminy (norw. rådmann) jest Geir Martin Viksand, natomiast burmistrzem (norw. ordfører, d. borgermester) jest Petter Berg.

### Kultura masowa
- Tønsberg pojawiło się w czterech filmach należących do Filmowego Uniwersum Marvela: Thor, Kapitan Ameryka: Pierwsze starcie, Avengers: Koniec gry i Thor: Miłość i grom[potrzebny przypis].

### Ludzie związani z Tønsberg
W Tønsbergu urodził się Magnus Carlsen – mistrz świata w szachach.